# Duccio Tessari
Pour les articles homonymes, voir Tessari.
Duccio Tessari, de son vrai nom Amadeo Tessari, né le 11 octobre 1926 à Gênes et mort d'un cancer le 6 septembre 1994 à Rome, en Italie, est un réalisateur et scénariste italien.

## Biographie
Marié à l'actrice Lorella De Luca, il est le père de l'actrice Fiorenza Tessari.

## Filmographie

### Comme réalisateur
- 1962 : Les Titans (Arrivano i titani)
- 1963 : Le Procès des doges ou Le Petit boulanger de Venise (Il fornaretto di Venezia)
- 1964 : Du grisbi au Caire (La sfinge sorride prima di morire - stop - Londra)
- 1965 : Les Plaisirs dangereux (Una voglia da morire)
- 1965 : Un pistolet pour Ringo (Una pistola per Ringo)
- 1965 : Le Retour de Ringo (Il ritorno di Ringo)
- 1966 : Très honorable correspondant (Kiss Kiss... Bang Bang)
- 1967 : Est-ce amour ou est-ce magie ? (Per amore... per magia...)
- 1968 : Une veuve dans le vent (Meglio vedova)
- 1968 : Le Bâtard (I bastardi)
- 1969 : Mort ou vif... de préférence mort (Vivi o preferibilmente morti)
- 1970 : Quella piccola differenza
- 1970 : La mort remonte à hier soir (La morte risale a ieri sera)
- 1971 : Cran d'arrêt (Una farfalla con le ali insanguinate)
- 1971 : La Patrouille du ciel (Forza G)
- 1971 : Et viva la révolution ! (¡Viva la muerte... tua!)
- 1973 : Big Guns : Les Grands Fusils (Tony Arzenta)
- 1973 : Les Enfants de chœur (Gli eroi)
- 1974 : L'Homme sans mémoire (L'uomo senza memoria)
- 1974 : Les Durs (Tough Guys)
- 1975 : Zorro
- 1976 : Les Sorciers de l'île aux singes (Safari Express)
- 1976 : La madama
- 1978 : Le Crépuscule des faux dieux (Das fünfte Gebot)
- 1981 : Un centesimo di secondo
- 1984 : Nata d'amore (feuilleton TV)
- 1985 : Tex et le Seigneur des abysses (Tex e il signore degli abissi)
- 1985 : Baciami strega (TV)
- 1986 : Bitte laßt die Blumen leben
- 1987 : Una grande storia d'amore (TV)
- 1988 : Guerra di spie (feuilleton TV)
- 1990 : Au bonheur des chiens (C'era un castello con 40 cani), d'après le roman éponyme de Remo Forlani
- 1991 : Le Pilote du Rio Verde (Rio Verde) (feuilleton TV)
- 1992 : La Loi du désert (Beyond Justice)
- 1994 : Le Prince du désert (Il principe del deserto) (feuilleton TV)

### Comme scénariste
- 1958 : Pezzo, capopezzo e capitano
- 1959 : Les Derniers Jours de Pompéi (Gli ultimi giorni di Pompei)
- 1960 : Messaline (Messalina Venere imperatrice)
- 1960 : Carthage en flammes (Cartagine in fiamme)
- 1960 : La Vengeance d'Hercule (La vendetta di Ercole)
- 1960 : La Reine des Amazones (La regina delle Amazzoni)
- 1960 : La Révolte des esclaves (La rivolta degli schiavi)
- 1961 : Marco Polo
- 1961 : Maciste contro il vampiro
- 1961 : Romulus et Rémus (Romolo e Remo)
- 1961 : Le Colosse de Rhodes (Il colosso di Rodi)
- 1961 : Hercule à la conquête de l'Atlantide (Ercole alla conquista di Atlantide)
- 1961 : Le Géant à la cour de Kublai Khan (Maciste alla corte del Gran Khan)
- 1961 : Les Mille et Une Nuits (Le meraviglie di Aladino)
- 1961 : Hercule contre les vampires (Ercole al centro della terra)
- 1963 : Il piccolo caffè (TV)
- 1963 : Le Petit boulanger de Venise (Il fornaretto di Venezia)
- 1964 : Le Pont des soupirs (Il ponte dei sospiri)
- 1964 : Pour une poignée de dollars (Per un pugno di dollari)
- 1964 : Du grisbi au Caire (La sfinge sorride prima di morire - stop - Londra)
- 1965 : Un pistolet pour Ringo (Una pistola per Ringo)
- 1965 : Le Retour de Ringo (Il ritorno di Ringo)
- 1966 : Sept Écossais au Texas (Sette pistole per i MacGregor)
- 1966 : Barbouze chérie (Zarabanda Bing Bing)
- 1966 : Très honorable correspondant (Kiss Kiss... Bang Bang)
- 1967 : Dick Smart 2007
- 1967 : Est-ce amour ou est-ce magie ? (Per amore... per magia...)
- 1968 : Un treno per Durango
- 1968 : Une veuve dans le vent (Meglio vedova)
- 1968 : Le Bâtard (I bastardi)
- 1969 : Mort ou vif... de préférence mort (Vivi o preferibilmente morti)
- 1970 : Quella piccola differenza
- 1970 : La morte risale a ieri sera
- 1971 : Cran d'arrêt (Una farfalla con le ali insanguinate)
- 1971 : La Patrouille du ciel (Forza G)
- 1976 : Les Sorciers de l'île aux singes (Safari Express)
- 1976 : La madama
- 1978 : Le Crépuscule des faux dieux (Das fünfte Gebot)
- 1985 : Tex et le Seigneur des abysses (Tex Willer e il signore degli abissi)
- 1988 : Guerra di spie (feuilleton TV)
- 1990 : Au bonheur des chiens (C'era un castello con 40 cani), d'après le roman éponyme de Remo Forlani
- 1991 : Le Pilote du Rio Verde (Rio Verde) (feuilleton TV)